# Симетрична игра
У теорији игара, симетрична игра је игра у којој добитак при игрању одређене стратегије зависи само од стратегија које остали играчи користе, а не и од тога који играч користи посматрану стратегију. Ако би могли да се промене идентитети играча без промене добитка стратегије, игра је симетрична. Симетрија се јавља у два облика. Ординално симетричне игре су игре које су симетричне у односу на ординалну структуру добитака. Игра је квантитативно симетрична ако и само ако је симетрична у односу на тачне вредности добитака.

## Симетрија у 2x2 играма
Многе од уобичајено посматраних 2x2 игара су барем ординално симетричне. Стандардна игра кукавице, затвореникова дилема и борба полова су симетричне игре. Формално, да би 2x2 игра била симетрична, матрица добитака мора да одговара схеми приказаној десно. 
Захтеви који морају да буду испуњени да би игра била ординално симетрична су слабији; неопходно је само да ординални ранг добитака одговара схеми приказаној десно.

## Симетрија и еквилибријуми
Показано је (Cheng, et al. (2004)) да свака симетрична игра са две стратегије има Нешов еквилибријум чисте стратегије, а да свака коначна игра има симетрични Нешов еквилибријум.

## Некорелисане симетрије: добитак неутралних асиметрија
Овде се под симетријама подразумевају симетрије у добицима. Биолози често говоре о асиметријама у добицима између играча у игри као о корелисаним асиметријама. Оне су у супротности са некорелисаним асиметријама које су чисто информационе природе и немају ефекат на добитке (на пример, види игру кукавице).